# Stazione di Colmenar Viejo
La stazione di Colmenar Viejo è una stazione ferroviaria a servizio del comune di Colmenar Viejo, sulla linea Madrid - Burgos.
Forma parte della linea C4 delle Cercanías di Madrid.
Si trova in avenida de la Libertad, nella zona sud del comune di Colmenar Viejo.

## Storia
La stazione è stata inaugurata il 4 luglio 1968, quando venne inaugurata la linea Madrid-Burgos, ma venne presto chiusa e rimase senza servizio fino a quando, tra il 2001 e il 2004 venne elettrificata la linea tra Tres Cantos e Colmenar Viejo e venne restaurato l'edificio della stazione.
Il 25 luglio 2002 venne riaperta la stazione come capolinea della linea linea C7b.
Il 9 luglio 2008 la linea C7b venne sostituita dalla linea C4.